# كيم هونج-يون
كيم هونج-يون (هانغل: 김홍연) هو لاعب كرة قدم كوري شمالي في مركز الهجوم، ولد في 12 يونيو 1990 في آيتشي في اليابان. لعب مع نادي فوكوشيما يونايتد.

## وصلات خارجية
- كيم هونج-يون على موقع رابطة كرة القدم اليابانية للمحترفين (اليابانية)
- كيم هونج-يون على موقع قاعدة بيانات كرة القدم.إي يو (الإنجليزية)
- كيم هونج-يون على موقع Soccerway.com (الإنجليزية)